# 高木村 (植物分類學者)
高木村（1925年—2006年），台北市景美人，長期任職（1947年－1990年）於臺灣大學植物標本館的技正。有「認識臺灣植物最多的人」之稱。

## 生平
1925年出生。
1941年，16歲，進入當時的台北帝國大學植物學教室第二講座(植物生理學)擔任雜役夫，月薪15圓。
1945年，被日軍徵召，入伍擔任第三期海軍志願兵。戰後日本戰敗，高木村回到台北，後來受雇於日比野信一教授(第二講座)。
1947年，在當時的于景讓教授要求下，進入當時剛由國民政府接收的臺灣大學植物標本館 在標本館裡的工作，主要為繁雜的標本採集、整理、乾燥、製作標簽、鑑定標本、貼製、歸檔等等，長年工作下來，成為辨識植物的專家，並被後學者敬稱為「認識臺灣植物最多的人 」
1957年，美籍植物分類學者棣慕華訪問標本館，初由高木村接待，安排棣慕華的查看標本事誼，後來告知當時植物系主任沈毓鳳，棣慕華稍後於台大植物系兼任教授。
標本館在日治時代便整理出一批疏散標本，在二次世界大戰期間，送往龜山島安置，戰後再送回台大植物標本館，高木村當時便參與了這些次的標本運送任務。後來的疏散標本亦迭有更新與整理，高木村亦都有參與。
曾前往蘭嶼採集達數十次之多，首次前往蘭嶼即參加由救國團舉辦的學術採集隊，成員主要是動物植物地質昆蟲森林等相關學者，在植物方面的專家有劉棠瑞、廖日京、耿煊、林榮顏等人 。
1990年，自標本館退休。退休後仍照常到標本館協助標本的處理，尤以幫忙為各界送來的標本鑑定最為人樂道。2006年，在台北去世。

## 與高木村有關的植物

### 高木村所發表的新學名植物
- 密花苣苔 (Epithema taiwanensis S. S. Ying var. fasciculata (C. B. Clarke) Z. Y. Li & M. T. Kao，苦苣苔科)[4]
- 大井氏燈心草 (Juncus ohwianus M. T. Kao，燈心草科)[5]

### 紀念高木村的植物
以下的學名多是感念採集者之貢獻，分類學者在發表新學名時，便以高木村(之姓氏，拉丁化為"kaoi")以資紀念。
- 高氏桑寄生 (Loranthus kaoi (J. M. Chao) S. T. Kiu，桑寄生科)[6] [7]。
- 高氏球子草 (Peliosanthes teta Andrews var. kaoi (Ohwi) S. S. Ying，百合科)
- 高氏柴胡 (Bupleurum kaoi T. S. Liu, C. Y. Chao & T. I. Chuang，繖形科)
- 圓錐花薯蕷 (Dioscorea kaoi Tang S. Liu & T. C. Huang，薯蕷科)

## 貢獻
1975年-1978年，在《臺灣植物誌》(Flora of Taiwan)裡，撰寫了包括莧科(第二卷)，虎耳草科、繖形科(第三卷)，蘿藦科、桔梗科、苦苣苔科、報春花科、敗醬科(第四卷)，燈心草科、芭蕉科(第五卷)等等。
《臺灣植物誌》第二版出版時(1993年之後)，高木村已退休，仍參與了部份上述科別的訂正與撰寫。